# Proteine leganti la calmodulina
Le proteine leganti la calmodulina (PLC) sono un gruppo eterogeneo di proteine svolgenti svariate funzioni capaci di interagire con la calmodulina (CaM), la cui interazione di legame e regolamento con essa può essere suddivisa in calcio-dipendente e calcio-indipendente. Ca2+-CaM possono legarsi alle PLC in modo da alterarne la funzione, prendendo parte alla via di trasduzione del segnale calcio. La apo-calmodulina (ApoCaM) che non legando il calcio è strutturalmente diversa dalla sua forma Ca2+-CaM, può legarsi ad altri tipi di PLC, causando diverse risposte cellulari.
Non esiste un modello generale di riconoscimento e attivazione da parte della CaM, ma diversi meccanismi di interazione sono stati descritti per diverse proteine lega calmodulina. Questa diversità meccanicistica sta ad indicare che non vi è una sequenza ammino acido conservati per l'interazione con la CaM. Le proteine lega CaM possono avere uno o più domini capaci di legare la calmodulina.

## Proteine lega Ca2+-CaM
La Ca2+-CaM possono puntare a diversi tipi di proteine . Proteine lega Ca2+-CaM includono chinasi, fosfatasi, proteine segnala secondo messaggero, proteine citoscheletali e muscolari. Queste proteine possono essere sia attivate che inibite dal Ca2+. Le risposte calcio-dipendenti comprendono tra l'altro il rilascio dei neurotrasmettitori, la contrazione muscolare, il metabolismo e la risposta infiammatoria. La maggior parte delle PLC legano la Ca2+-CaM .

## Proteine lega ApoCaM
La ApoCaM presenta una conformazione completamente differente dalla Ca2+-CaM e utilizza motivi leganti unici, che mostrano una maggiore omologia rispetto ai motivi lega Ca2+-CaM. Proteine lega ApoCaM includono  le neuroproteine, ricettori, proteine segnala secondo messaggero, proteine citoscheletali e muscolari. Le risposte calcio-indipendente comprendono la produzione di neurotrasmettitori, crescita nervosa, sviluppo sinaptico, movimento intracellulare e il rilassamento della muscolatura liscia.